# Sonja Lehmann
Sonja Lehmann (Berlín, 13 de septiembre de 1979) es una exjugadora alemana de hockey sobre césped.

## Trayectoria
Lehmann tuvo su primera participación olímpica en Atenas 2004. En el certamen venció en semifinales a China, derrotó en la final a Países Bajos y obtuvo la medalla de oro, por primera vez para su selección.